# Usine d'Entraygues
L'Usine d'Entraygues (ou coutellerie Sauzede Péaloux) est une ancienne usine de coutellerie qui a ouvert ses portes en 1836 située à Thiers dans le département du Puy-de-Dôme en région Auvergne-Rhône-Alpes. L'usine a la particularité d'être construite au milieu du lit de la Durolle, rivière qui, par sa force, faisait tourner des turbines actionnant des meules pour aiguiser les couteaux.

## Plan général
| Plan général du « cœur » de la vallée des Usines | Plan général du « cœur » de la vallée des Usines | Plan général du « cœur » de la vallée des Usines | Plan d'une partie de la vallée des Usines. |
| Anciens ateliers/usines                          | Autre                                            |                                                  | Plan d'une partie de la vallée des Usines. |
| 1 : Usine d'Entraygues                           | A : Jardins dessous Saint-Jean                   |                                                  | Plan d'une partie de la vallée des Usines. |
| 2 : Usine du Creux de l'enfer                    | B : La Durolle                                   |                                                  | Plan d'une partie de la vallée des Usines. |
| 3 : Usine du May                                 | C : Avenue Joseph-Claussat                       |                                                  | Plan d'une partie de la vallée des Usines. |
| 4 : Forges Mondière                              | D : Passerelle d'accès au Creux-de-l'enfer       |                                                  | Plan d'une partie de la vallée des Usines. |
| 5 : anciens ateliers de coutellerie              |                                                  |                                                  | Plan d'une partie de la vallée des Usines. |

## Histoire

### Origines de l'usine
Ouverte en 1836, la coutellerie est située sur le lit de la Durolle. En effet, à cet endroit de la vallée des usines, les gorges de la Durolle sont tellement étroites que certaines usines ont été obligées d'empiéter sur le torrent ; l'usine d'Entraygues est construite sur un îlot rocheux entouré des eaux torrentielles de la Durolle. Une passerelle, construite en 1889 pour accéder à l'usine, subsiste encore de nos jours. En 1895, les ateliers de l'usine sont agrandis et les propriétaires font construire un atelier en surplomb au-dessus de la rivière.
À la fin du XIXe siècle, un incendie frappe l'usine mais seulement le dernier étage est touché. Le toit est alors refait et l'usine connaît de nombreuses modifications.

## Situation
Le bâtiment est situé dans la profonde vallée des usines, proche du centre d'art contemporain du Creux de l'enfer. La Route départementale n°45 (avenue Joseph-Claussat) passe sur la rive droite de la Durolle tandis que l'usine est sur son lit.
À l'arrière de l'usine se trouve le cimetière et l'église Saint-Jean de Thiers construits sur une falaise plus en hauteur. Autour du bâtiment, les flots de la Durolle viennent s'encastrer entre l'usine et les contreforts des autres usines et de la route.

## Divers
- L'usine doit son nom à sa situation dans le lit de la rivière, c'est-à-dire « entre les eaux » : « entraygues ».
- Le bâtiment est le siège de l’association « La matrice d’Entraygues »[3].